# Timomaque

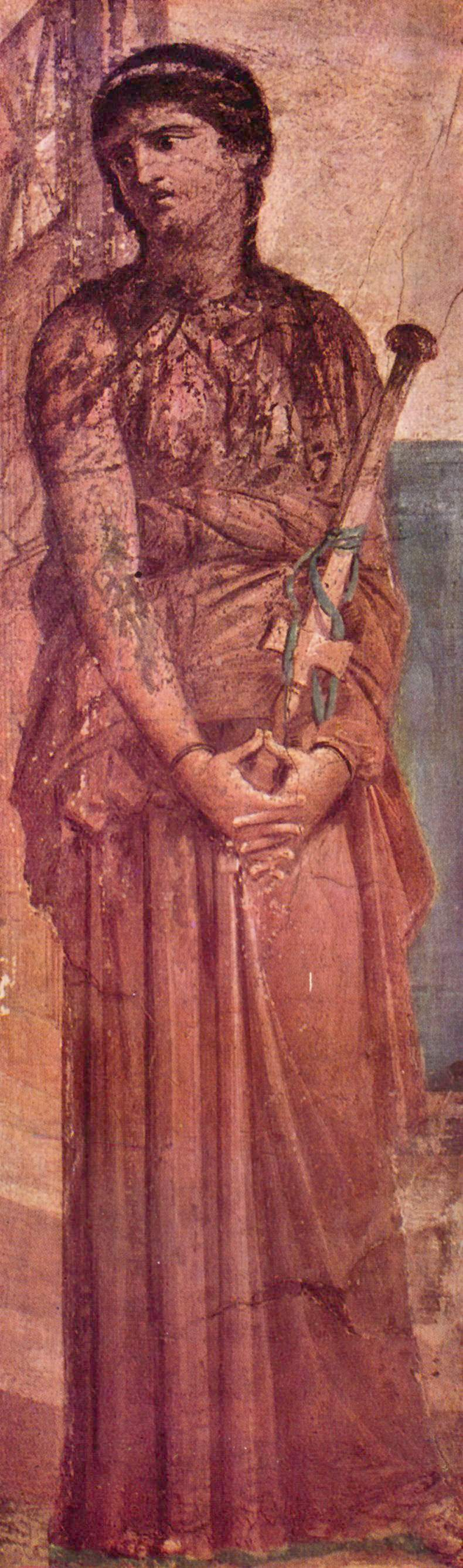
Médée, fragment de l'œuvre de Timomaque, musée Capodimonte de Naples.

Timomaque de Byzance est un peintre grec qui aurait vécu à la fin de la période hellénistique, au Ier siècle av. J.-C..

## Biographie
Peu de choses nous sont parvenues sur la vie de Timomaque de Byzance. Pourtant les informations données par Pline l'Ancien dans son Histoire naturelle laissent imaginer que le peintre était connu de son vivant puisque Jules César acheta deux de ses œuvres : un Ajax et une Médée : « Timomaque de Byzance, à l'époque de la dictature de César, peignit un Ajax et une Médée, tableaux que le dictateur plaça dans le temple de Vénus Génétrix, après les avoir achetés 80 talents ». L’hypothèse de Sean Alexander Gurd, professeur au département d'études classiques de l'université du Missouri, est que César aurait obtenu ces œuvres du peintre après sa victoire de Pharsale, en se basant sur la citation des œuvres « Ajax et Médée » dans les discours de Cicéron In Verrem (2.4.135). Ces deux œuvres sont issues de Cyzique, une ancienne cité d'Anatolie. Ces pièces d'art furent détruites ou perdues au cours des premiers siècles après J.-C.
Néanmoins, Jean-Michel Croisille émet l'hypothèse d'un anachronisme de la part de Pline l'Ancien sur les dates de vie du peintre. En effet Pline déduit, faute de date précise et du fait que César avait acheté deux œuvres du peintre, que Timomaque fut un contemporain du dictateur. Or l’acquisition de l'Ajax et de la Médée a pu avoir eu lieu après la mort de l'artiste. 
Deux poèmes anonymes, issus de l'Anthologie grecque et présentés par l'auteur J. J. Pollitt dans The art of ancient Greece, donnent une idée du contenu de ces œuvres, ainsi que de leur influence et de leur renommée dans le monde hellénistique. François Villard avance que « dans l'œuvre de Timomaque on y trouve une sorte de synthèse de toute la peinture hellénistique : sens de l'espace et de la lumière, association du clair-obscur à la technique impressionniste, rendu des volumes et expressivité des figures, cadre emprunté à la nature ». 
Il semble que Timomaque de Byzance soit un peintre qui a influencé d'autres artistes. François Villard suggère, par exemple, que l’œuvre Médée méditant la mort de ses enfants présente dans la maison des Dioscures de Pompéi et conservée au musée Capodimonte de Naples, est une création s'inspirant de celle de Timomaque, portant le même titre mais étant issue d'Herculanum et conservée elle aussi au musée de Naples.

## Œuvres
Faire une liste de œuvres de Timomaque de Byzance est quelque peu difficile, compte tenu de l'épreuve du temps. Pline l'Ancien dresse néanmoins une certaine liste : « On vante encore, de Timomaque, son Oreste, son Iphigénie en Tauride, un Maître de gymnastique, appelé Lécythion ; une famille noble, deux personnages en manteau sur le point de parler, l'un debout, l'autre assis ; mais la réussite artistique semble lui avoir souri principalement dans sa Gorgone ». À cela il faut rajouter un Ajax et une Médée.